# Nedrivning (bog)
Nedrivning er en roman fra 2002 skrevet af Ole Frøslev.
Bogen beskriver en nedrivningsentreprenør med kendskab til sprængstoffer, der forelsker sig håbløst i en gift kvinde. Det er baggrunden for den bombetrussel, som Benny Rasmussen og Michael Brinck fra Station 3 en sen aftentime pludselig bliver stillet over for. Er der alvor bag de afpresnings- og trusselsbreve, DSB modtager? Kommer de fra en gruppe eller en enkelt mand? Kriminalfolkene står på bar bund, og personlige og arbejdsmæssige vanskeligheder gør ikke situationen nemmere.